# Château d'Alt Madlitz
Le château d'Alt Madlitz (Schloß Alt Madlitz) est un château brandebourgeois appartenant à la famille Finck von Finckenstein situé dans le village d'Alt Madlitz, faisant partie de la commune de Briesen dans l'arrondissement d'Oder-Spree, au sud-est de Berlin.

## Histoire
Le domaine, fondé sans doute au XIIIe siècle, est mentionné pour la première fois en 1397 sous le nom de Modelicz. Il appartient de 1571 à 1751 à la famille von Wulfen. Les comtes Finck von Finckenstein, de noblesse immémoriale de Prusse, en sont ensuite les propriétaires. C'est le maréchal-de-camp Albrecht Konrad Finck von Finckenstein (1660-1735) qui est élevé au titre de comte en 1710 par l'empereur Léopold Ier, après avoir combattu pendant la Guerre de Succession d'Espagne. L'ancien manoir est acquis en 1751 par son fils Karl Wilhelm, ami d'enfance du Kronprinz Frédéric, et futur membre du cabinet de Frédéric le Grand.

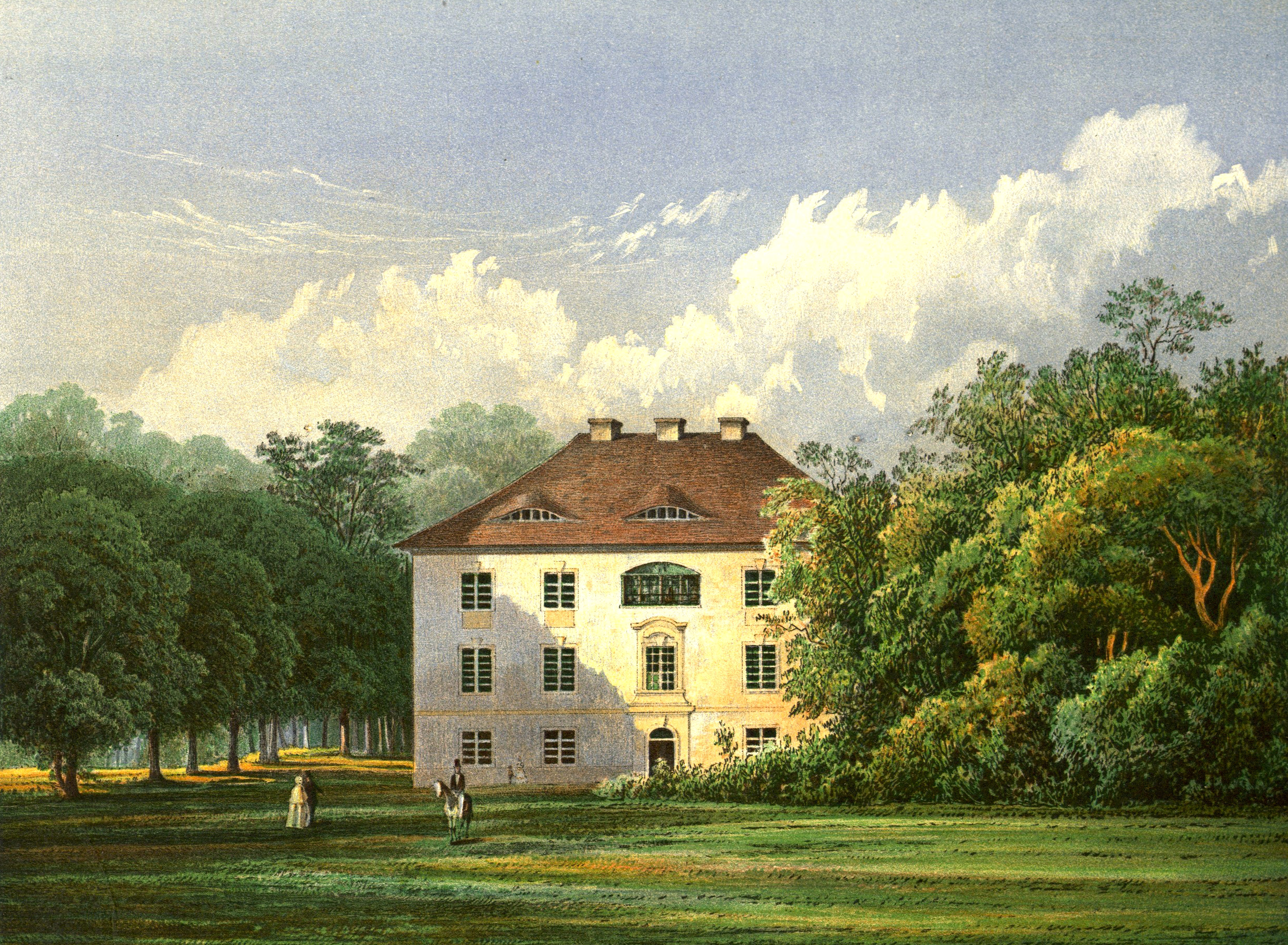
Vue du château vers 1850 (recueil édité par Alexander Duncker (1813-1897)

Le château d'Alt Madlitz est une résidence habituelle des comtes, en plus de leur splendide château de Finckenstein à côté de Rosenberg en Prusse-Occidentale (aujourd'hui en Pologne). Le comte Friedrich Ludwig Karl Finck von Finckenstein (1745-1818) remplace l'ancien manoir du XVIe siècle par une construction du XVIIIe siècle à trois niveaux, avec des bâtiments de fermes et des communs qui ont retrouvé leur usage aujourd'hui. Le château est extrêmement simple, sans aucune décoration extérieure. Il fait aussi dessiner en 1772 le premier jardin anglais du Brandebourg qui remplace l'ancien jardin à la française. Le président, tel qu'on le nommait (car il présidait la commission du district), aimait à y inviter les hommes de culture de son époque. Ludwig Tieck, Arnim, Guillaume de Humboldt, Brentano et Kleist y séjournèrent.
Les Finck von Finckenstein sont expropriés et chassés à la fin de la Seconde Guerre mondiale et le château abrite d'abord des réfugiés expulsés des territoires de l'Est, puis un jardin d'enfants du temps de la république démocratique allemande. Cependant les bâtiments ne sont pas entretenus, si bien que dans les années 1970, les lieux sont inhabitables. Seuls demeurent les stucs et l'escalier d'honneur du décor d'autrefois. Contrairement à la plupart des châteaux du Brandebourg, Alt Madlitz est restitué à la famille après la réunification allemande.

## Aménagement actuel
Le comte Karl Wilhelm (né en 1923) restaure alors le château et fait réaménager le parc par Clemens Alexander Wimmer, tout en rendant sa vocation au domaine, avec une propriété agricole (et une coopérative de 1 000 hectares), une forêt de 2 000 hectares, plus une exploitation de sapins de Noël et une chasse de 2 508 hectares. Il fait ouvrir un café dans l'ancienne maison de l'intendant pour les visiteurs du parc et le château ouvre des chambres d'hôtes et des salles de séminaires. Enfin une maison vend les produits agricoles du domaine au village.

## Sources
- (de) Cet article est partiellement ou en totalité issu de l’article de Wikipédia en allemand intitulé « Schloss Alt Madlitz » (voir la liste des auteurs).